# Philereme
Philereme là một chi bướm đêm thuộc họ Geometridae. Nó là chi duy nhất trong tông Phileremini.

## Các loài
- Philereme neglectata (Staudinger, 1892)
- Philereme senescens (Staudinger, 1892)
- Philereme transversata (Hufnagel, 1767)
- Philereme vetulata (Denis & Schiffermüller, 1775)